# Synagoge (Messelhausen)
Die ehemalige Synagoge in Messelhausen, einem Ortsteil der Stadt Lauda-Königshofen, wurde 1858/59 errichtet.

## Geschichte
Die Einweihung der Synagoge fand am 16. September 1859 statt. Vor dem Bau der Synagoge wurden die Gottesdienste in einem von Lazarus Faißt gekauften Privathaus durchgeführt. In diesem Gebäude befanden sich ein Betsaal und ein rituelles Bad im Keller. Heute dient der frühere Betsaal zum Zweck eines Wohnhauses. 1858/ 1859 wurde dann eine Synagoge errichtet. Den Bauplatz für den Neubau der Synagoge und ein dazugehöriger Garten hatte Wolf Stein für 550 Gulden von Peter Wundling gekauft. Daraufhin stellte er den Bauplatz und den Garten der jüdischen Gemeinde zur Verfügung. Der damalige Neubau der Synagoge verlief sich auf Kosten von ca. 8400 Gulden und wurde von den dort lebenden jüdischen Familien bezahlt. In der Synagoge befanden sich ein jüdisches Bad und eine Religionsschule. In der Synagoge fanden bis 1930 Gottesdienste statt. Am 2. Juli 1931 wurde dann die jüdische Gemeinde aufgelöst und die Synagoge wurde am 17. Januar 1933 von einem Gastwirt zu einem Gasthof „Deutsches Haus“ umfunktioniert.